# 推シマシ
『推シマシ』（おシマシ）は、CBCラジオで放送されているワイド番組。2019年10月3日放送開始。

## 番組概要
自分が好きなアイドルグループやそのメンバーのことを意味する「推シ」。そんな「推シ」を紹介して、応援してくれるファンを増やしていこう（「マシ」）というアイドル応援番組。そのため、メインパーソナリティの酒井直斗以外の出演者・コーナー担当者はアイドルで構成されている。
番組ノベルティはステッカーで毎週抽選で3名にプレゼントしている。

### 代演
新型コロナウイルス感染の影響で、2022年7月7日は酒井直斗とらじお女子の南波星那、7月14日は太廊とTEAM SHACHIの咲良菜緒、7月21日は坂本遥奈と大黒柚姫が担当した。

## 放送時間
- 毎週木曜日 22:00 - 24:00

過去の放送時間
- 2019年10月 - 2021年3月 22:00 - 24:30
- 2021年4月 - 2021年9月 22:00 - 24:20
- 2021年10月 - 2022年3月　22:00 - 24:30

## 出演
- 坂本遥奈（TEAM SHACHI） - 番組パーソナリティ。前番組『ナガオカ×スクランブル』に続く木曜夜のワイド出演。
- 酒井直斗 - 番組パーソナリティ。『酒井直斗のラジノート』から連日の出演。
- OCHA NORMA - 23:10 - 23:20の『OCHA NORMAの推し事ノルマ更新中!』に出演。
- 南波星那（らじお女子） - 22時台後半にレギュラー出演し「推シ活」のコーナーを受け持つほか、企画でレポーターを務めるなど様々な形で活躍。
- 太田あかり（らじお女子） - 22時台後半に、2週間に1度のペースで南波に代わって出演。南波同様様々な形で番組内に出没する。

### 過去の出演者
- 山崎怜奈（当時乃木坂46、2019年11月7日 - 2022年7月14日）- 22:50 - 23:00の『乃木坂46山崎怜奈の推しの1コマ』に出演。
- 伊藤理々杏（乃木坂46、2022年7月21日 - 2023年9月28日） - 22:50 - 23:00の『乃木坂46伊藤理々杏の推しゃべりTime!』に出演[6]。

## コーナー
- 推シワングランプリ - 毎回リスナー投票で『推シ〇〇』（好きな○○の意で）の順位を決める。番組内で随時意見や順位経過を紹介。テーマは食べ物や音楽、映画など多岐に渡る。また番組放送前に酒井がその回のテーマについて街頭でインタビューを収録している。
  - 番組中にコーナーが終了したアナウンスは特にないが、2021年4月以降は他のラジオ番組のようなメッセージテーマの募集・紹介がなされている。
- 推シ活（22:30頃） - 南波及び笠原と一緒にいたいシチュエーションをリスナーから募集し、2人がアドリブでキュンとするセリフを応える。
- 乃木坂46伊藤理々杏の推しゃべりTime!（2022年7月21日 - 、22:50頃 - 23:00頃） - CBC東京支社スタジオで事前収録。
- OCHA NORMAの推し事ノルマ更新中！(23:10頃 - 23:20頃) - 米村姫良々がメインパーソナリティを務め、メンバーが回替わりで出演している。
- 坂本遙奈が現場からお伝えします（23時台） - 坂本が仕事場や自宅などで録音してきたレポートをオンエアする。

### 過去のコーナー
- 乃木坂46山崎怜奈の推しの1コマ（22:50頃 - 23:00頃、2019年11月7日 - 2022年7月14日） - CBC東京スタジオで収録。山崎が乃木坂46を卒業することになっため番組を終了。
- 年越しスペシャル （2020年12月31日放送分）- 大晦日の放送分では人生ゲームでリスナーとの電話で繋ぐと年賀状がもらえ、ゴールすると使用済み人生ゲームがもらえるゲーム企画コーナーである。途中で時報音を鳴らしながらカウントダウンを挿入して年明けを祝福している。

## 放送一覧
小目次: 2019年 - 2020年 - 2021年 - 2022年
| #    | 配信日           | メッセージテーマ・タイトル・ゲスト・備考                                                                                |
| ---- | ---------------- | --- |
| 1    | 2019年 010月03日 | 第1回放送 |
| 2    | 010月010日       | |
| 3    | 010月17日        | |
| 140  | 2022年03月18日   | |
| 150  | 2022年08月18日   | クリスマスまで129日。夏休み前半戦報告会                                                                                 |
| 151  | 2022年08月25日   | ボイメンの田村侑久がゲスト。今日のメッセージテーマ「あなたのカウントダウン」                                            |
| 152  | 2022年 9月１日   | TEAM SHACHI ワクワクレコーズからの「舞頂破」のフルバージョンを初公開。 「舞頂破」CBCラジオの2022年9月のマンプレに決定！ |
| 153  | 2022年 9月8日    | メッセージテーマは「念願の！」。らじお女子、新メンバー紹介。ゲストは、推し事ノルマ更新中のOCHA NORMA。きゅるるーん！    |
| 200? | 2023年08月3日    | クリスマスまで144日？。                                                                                                 |